# 尼科西亞區 (北塞浦路斯)

尼科西亞區所在位置

尼科西亞區（土耳其語：Lefkoşa İlçesi）是北塞浦路斯土耳其共和國的6個地區之一。尼科西亞區總面積513平方公里，2021年人口共158,671人，下轄尼科西亞（首府）與代伊爾門利克兩個次區（Bucağı），區長為易卜拉欣·巴斯里（İbrahim Basri）。